# Wastelands (computerspel)
Wastelands is een computerspel voor de Commodore 64. Het vechtspel werd ontwikkeld door Norman Neubert en in 1989 uitgegeven door CP Verlag/Game On.

## Ontwikkelteam
- Creator: Alan Pavlish
- Muziek: Andreas Last en Tamo Köhler
- Ontwikkelaar: Norman Neubert
- Grafisch: Todd J. Camasta